# Parkbrücke (Potsdam)
Die Parkbrücke, umgangssprachlich auch Parkbrücke Klein Glienicke genannt, befindet sich am Rand vom Potsdamer Stadtteil Babelsberg. Sie überspannt den Teltowkanal, verbindet die Stadtteile Klein Glienicke und Babelsberg und ist ein Teil der Lankestraße. Zudem bietet die Brücke einen weiteren Zugang zum Park Babelsberg.

## Geschichte
Im Jahr 1902 wurde über den Teltowkanal eine Fußgängerbrücke errichtet. Diese Brücke wurde Kaiser Wilhelm II. geschenkt, als Ausgleich für das zum Kanalbau benötigte Land, welches dieser abgetreten hatte. Sie galt als die schönste Brücke über den gesamten Teltowkanal.
Die Brücke wurde zum Ende des Zweiten Weltkriegs zerstört, jedoch schnell als Provisorium in Form einer einfachen Balkenbrücke wieder aufgebaut. Mit der Errichtung der Grenzanlagen im Zusammenhang mit dem Mauerbau im Jahr 1961 wurde die Parkbrücke zum Grenzkontrollpunkt und Klein Glienicke zum Sperrgebiet.
Mit dem Fall der Mauer wurde die Brücke wieder für den Verkehr freigegeben. Da die Brücke sehr schmal ist, wurde die Errichtung einer Ampelanlage notwendig, um den Individualverkehr realisieren zu können.

Bildergalerie
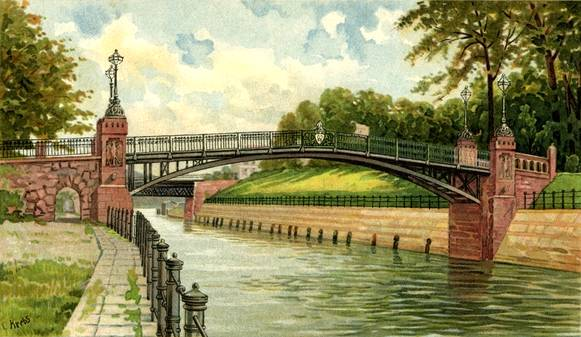
Die Parkbrücke im Jahr 1906 (nachcoloriert)